# Ofiara (powieść)
Ofiara – znana tylko z tytułu pierwsza powieść Henryka Sienkiewicza. Napisał ją w latach 1865–1866 w czasie pobytu w Poświętnem pod Płońskiem, gdzie pracował jako guwerner w rodzinie Wejherów. Razem z Ofiarą przyszły noblista pisał cztery inne powieści, lecz nie doprowadził ich do końca. Sienkiewicz w liście do Konrada Dobrskiego opisywał ją jako malowidło jaskrawe jak wszystko, co wyjść może spod mojego pióra. Bohater na początku skacze, w środku się uczy, a pod koniec płacze. Bohaterką jest córka budowniczego, nad której jednak charakterem nie rozpisywałem się bardzo, chcąc cały ciężar utrzymania powieści zwalić na bohatera samego. Niezadowolony ze swojego dzieła autor spalił rękopis.